# Grossaria
Grossaria is een geslacht van wantsen uit de familie van de Acanthosomatidae (Kielwantsen). Het geslacht werd voor het eerst wetenschappelijk beschreven door Kumar in 1974.

## Soorten
Het genus is monotypisch en bevat alleen de volgende soort:

- Grossaria vicina (Uhler, 1861)